# История Новокузнецка
История Новокузнецка — прошлое крупного сибирского города, включающее в себя период существования Кузнецка, Кузнецкого острога и Абинского поселения.

## Ранняя история
До 3000 лет до нашей эры, недалеко от Кузнецкой крепости, располагался Кузнецкий неолитический могильник, открытый археологами в 1939 году. Рядом с ним, в 1930-х годах, также было найдено многослойное городище «Маяк», древнейшие слои которого относятся к бронзовой эпохе (VII - VI вв. до н.э.), а более новые ближе к средневековью. В 1989 году, на правом берегу Томи, был открыт Усть-Абинский могильник (II - IV н.э.), также относящеся в бронзовому веку.
Также на территории Новокузнецка были городища: Красная Горка (средневековье), Чёрная речка (средневековье); поселения: Абагур (XVII век), Абагурское (XVII - XVIII века), Антоновское (средневековье), База (VII - VI вв. до н.э.), Блиновское (VI - V вв. до н.э.), Водопадное (ранний железный век), Глуховское (IX - X века), Ильинка (XVII век), Кузнецк (эпоха ранней бронзы/позднее средневековье и ранний железный век), Малиновское (II тыс. до н.э. и средневековье), Мамонтовка (ранний железный век), Надтопольное (мезолит), Казачьинское (VI - IV вв. до н.э.), Тихонова (XVII век и мезолит), Усть-Абинское (VII - VI вв. до н.э.), Христорождественское (XVII век); местонахождения: Достоевский (палеолит), Камчатка (палеолит), Старокузнецкое (палеолит).

## Освоение Сибири
В XI-XII веке, на юге Кузбасса, поселяются первые шорцы. В начале XVII века, когда они уже обжились и проживали небольшими родами, появляются русские с освоением Сибири. За род их кузнечной деятельности — обработки железа, русские прозвали шорцев «кузнецкими татарами». Второе после шорцев коренное население, были телеуты («белые калмыки»). 
В конце XVI века (1581—1585 гг.), войско Ермака разгромило столицу хана Кучуму — Сыбыр или Сибирь, находящееся на территории Кузнецкого уезда (сейчас это Новосибирская область).

## XVII—XVIII вв

«Кузнецкая татарка» с гравюры 1803 г.

### Абинский городок
Томские служилые люди приходили в Кузнецкую землю каждый сезон (осень-весна) с 1607 г. для обмена товаров на пушнину и сбора ясака. В источниках имеются упоминания о существовании ранних опорных пунктов (по крайней мере, трёх, включая туземный Абинский городок, захваченный в 1615 г.). В настоящий момент нет никаких прямых сведений о размещении этих опорных пунктов. Имеются косвенные данные, что один из опорных пунктов находился на удалении от Абинской волости, другой «посеред» Абинской волости. Местоположение Абинского городка допускает варианты:
- устье реки Кондомы, где фиксируется положение Абинского улуса/юрта, по крайней мере, со второй половины XVII в.
- устье Абы, которое сегодня находится ниже по течению Томи от устья Кондомы. Судя по топографии, в XVII в. устье Абы находилось далее к югу от современного на 3—5 км. По словам Г. Миллера, абинские татары — его информаторы сообщают о местонахождении прежнего поселения абинцев в устье Абы, откуда они переселились на устье Кондомы в неустановленное время в пределах памяти одного-двух поколений.

Следовательно, Абинский городок и один из ранних русских опорных пунктов могли находиться либо на устье Кондомы либо на устье реки Абы, откуда по сведению Г. Ф. Миллера происходит название «Абинский городок» или «Аба-тура». Это туземное название упоминается в XVIII в. дважды Г. Миллером и И. Фальком; в неизвестное время оно распространилось среди коренного населения на Кузнецк. Но русский Кузнецк и туземный Абинский городок, упоминаемый в источниках, — разные объекты.
До прихода русских абинские татары и их соседи платили ненормированный алман киргизам, то есть находились от них в кыштымской зависимости. В 1607—1611 гг. некоторые «ближние» волости, например, Абинская согласились платить ясак и оказывать другие услуги без применения насилия к ним со стороны русских властей. Но князёк абинцев Базаяк опасался остаться беззащитным перед лицом кыргызов в условиях дефицита ресурсов у томичей в тот период, вызванный в том числе отделённостью Кузнецкой земли от Томска. В наказание за «измену» осенью 1615 г. на кузнецких татар был направлен отряд во главе со стрелецким сотником Иваном Пущиным, который разгромил несколько улусов, в том числе Абинский. Вскоре томичи сами оказались в осаде в Абинском городке в разгар крещенских морозов 1616 г., но им удалось вырвались из окружения и уйти в Томск. В 1616—1617 гг. ситуация в Кузнецкой земле оставалась неопределённой — татары колебались в своём выборе, опасаясь вновь клясться в верности новому московскому государю; соответственно, ясак перестал поступать в царскую казну. Ожидания московских властей оправдались после сооружения Кузнецкого острога — абинские и иные татары «ближних волостей» вновь дали шерть (клятву верности) и согласились платить ясак. В XVII в. абинские татары получают льготы — они освобождаются от уплаты ясака, а некоторые участвуют в операциях кузнецкого гарнизона в качестве юртовских татар за отдельную плату. Позже 20 человек абинцев постоянно зачислили на ставку в состав кузнецкого гарнизона в качестве служилых татар. Некоторые абинские татары добровольно крестятся и вступают в брачные отношения с русскими людьми. Вскоре кузнечане проникли в «дальние» ясачные волости — на Кондому, Обь, Бию, Катунь и в предгорья Саян. За 10 лет (1618—1628 гг.) формирование ясачных волостей Кузнецкого уезда завершилось. Часть аборигенов, проживающих под стенами острога, немедленно получили военную защиту, что позволило сразу изменить кыштымский статус абинцев и постепенно в XVII в. баинских, тюльберских, етиберских и др. татар. Последнее крупное возмущение татарского населения на верхней Кондоме, на Оби и Бии связано с политикой телеутов, которые провоцируют ясачных людей отказаться от выплаты ясака в Кузнецкий острог. События 1628—1630 гг. частично совпали с известным Тарским бунтом. Князёк телеутов Абак поддерживал связь с кучумовичами и даже планировал проведение совместных с ними военных операций в том числе против Кузнецкого острога. В дальнейшем русские власти и гарнизон Кузнецкого острога ведут борьбу с кыргызами, телеутами и ойратами (джунгарами) за сохранение сложившегося статуса коренного населения Южной Сибири, которое частично освободилось от кыштымской зависимости, а частично превратилось в двоеданцев. В первой трети XVIII в. эта борьба увенчалась успехом.

### ОснованиеКузнецкого острога

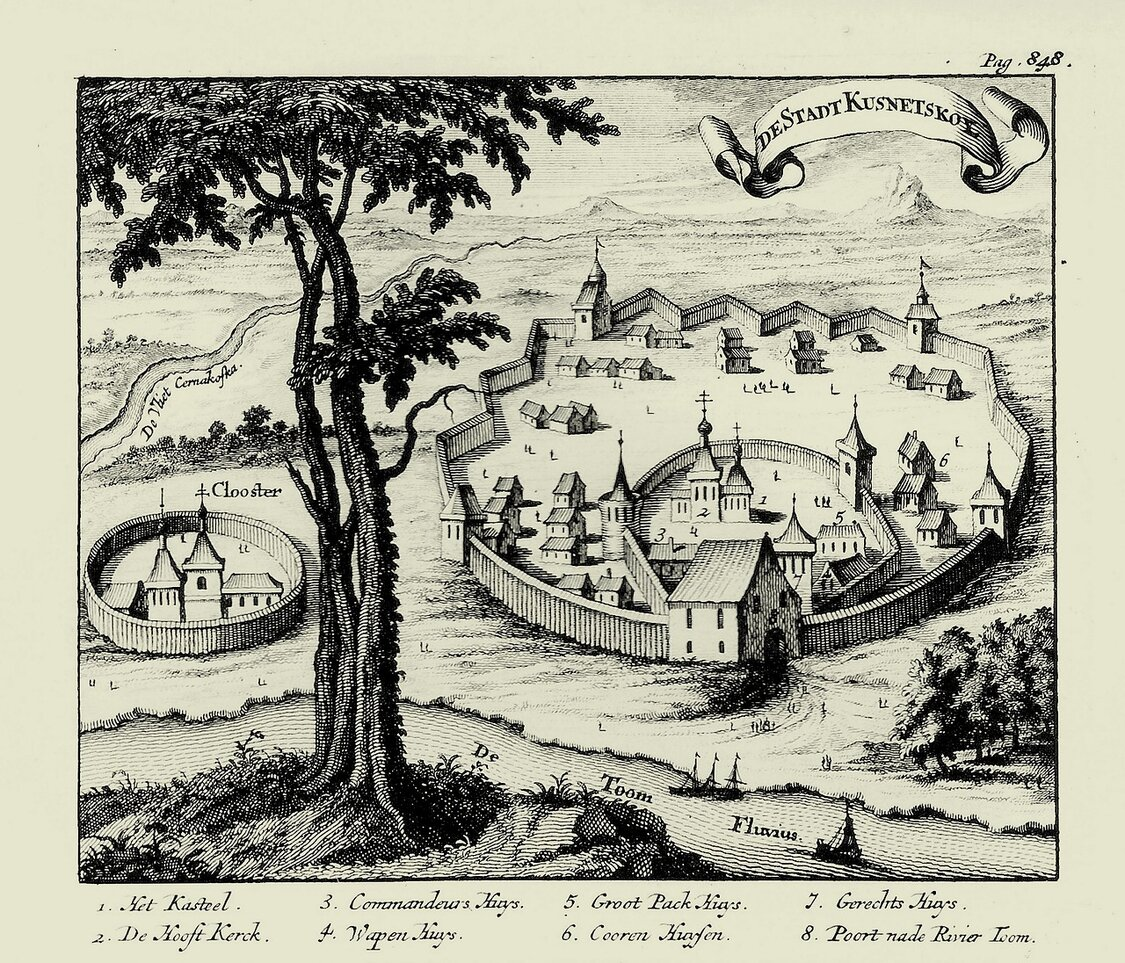
Один из поздних вариантов Кузнецкого острога с чертежа Ремезова

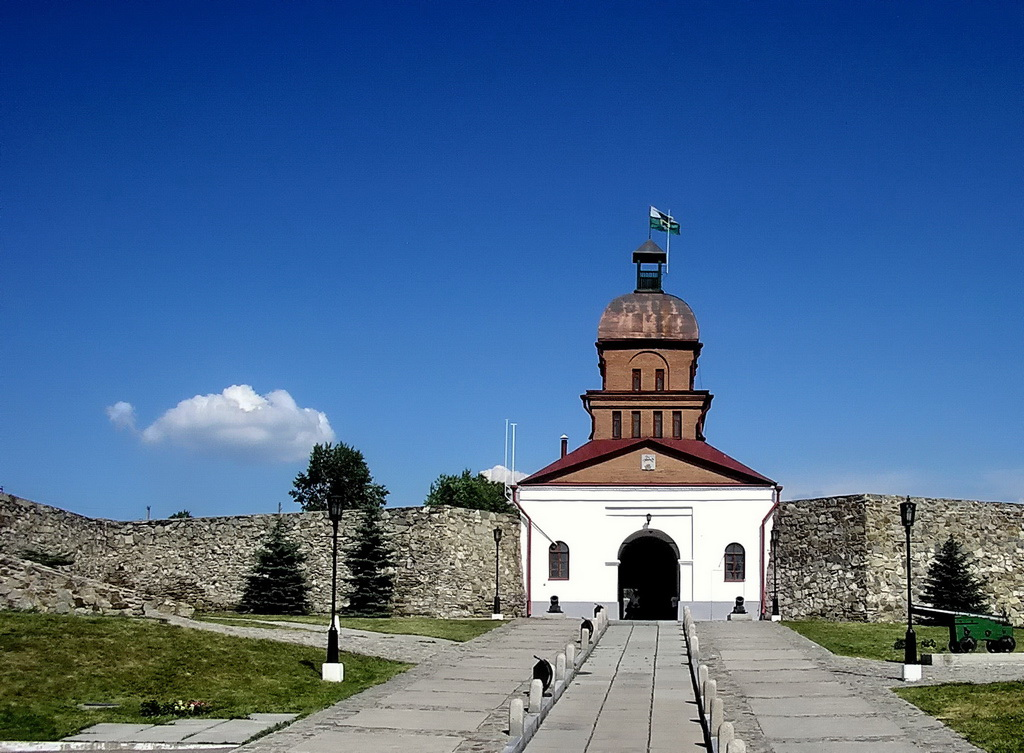
Кузнецкая крепость.

Первая постоянная Кузнецкая крепость (острог) была основана в апреле 1618 г. Точное местоположение этого русского стационарного поселения не установлено. Известно, что он находился «на усть Кондобы реки», что может означать (а) непосредственно на устье реки или (б) напротив устья реки. В Ремезовской летописи имеется важное уточнение — острог поставлен на устье реки Брязы (ныне Казачья Грязь), расположенном почти перпендикулярно напротив устья Кондомы. Следовательно, он находился где-то на берегу протоки Иванцевской-Казачьей между современным устьем Брязы и её вероятным историческим устьем к северу в 2 км на южном краю более высокой, чем берег протоки второй террасы, именуемой старожилами «Нагорьем». В 1623—1624 гг. местоположение острога могло сдвинуться к северу вглубь террасы ближе к устью протоки Иванцевской. Известно, что в эти годы размеры острога увеличились в 4 раза. Одновременно внутри нежилого острога появились военно-административные, хозяйственные сооружения и деревянная Спасская церковь (позже Спасопреображенский собор), освящённая в период соответствующего религиозного праздника в августе 1623 г. Воеводы Кузнецкого острога изначально назначались из Москвы. Первыми официальными воеводами, судя по документам Разрядного приказа, стали Т. Боборыкин и О. Аничков, назначенные в 1617 г. (до сооружения острога). В 1618—1619 гг. в остроге состояли «приказчики» О. Харламов и Б. Карташев соответственно. Воевода Т. Боборыкин прибыл к месту службы весной 1620 г. во главе отряда 50 человек томских годовальщиков. За короткий срок (менее 2 лет) он дополнительно укрепил острог, отстоял административную независимость нового Кузнецкого уезда от посягательств томских властей, завёл первую пашню. С 1629 г. Кузнецкий острог номинально входит в состав Томского разряда, хотя фактически кузнецкие воеводы продолжали напрямую подчиняться Тобольску, а по «большим делам» Москве. Официально Кузнецкий острог стал городом в 1689 г. Внешний вид Кузнецкого острога можно представить на основании чертежа С. Ремезова. Оригинал этого чертежа датируется не позднее 1675 г. На нём изображена деревянная двучленная крепость с 8 башнями — (а) внутренний «острог» или «замок» по терминологии конца XVII — начала XVIII вв.; (б). внешний «город». Замок и город окружены зигзагообразной оборонительной стеной типа «острог».
Кузнецкий острог строили томские, тюменские и верхотурские служилые люди во главе с татарским головой О. Кокоревым, казачьим головой Молчаном Лавровым, сынами боярскими Баженом Карташевым и Евстафием Харламовым. Кроме сооружения крепости, они имели приказ о «приведении под высокую государеву руку» окрестных туземцев. Речь идёт об изживании последствий «шатости» 1614—1616 гг., когда кузнецкие ясачные волости отказались от выплаты ясака и примкнули к военной коалиции во главе с енисейскими кыргызами и ойратами, которые атаковали Томск.
В 1682 г. в одном из крупнейших оборонительных сражений под Кузнецким острогом кузнечане разбили многочисленную союзную армию кочевников во главе с тувинским тайшой Матуром и киргизским князцом Иренеком на переправе через Томь возле устья Кондомы. В 1689 г. конструкция стен внешнего города сменилась на заплотную. Площадь города, скорее всего, выросла за счёт застройки болотистого Подгорья. В 1700 г. Кузнецк впервые был окружён киргизами и ойратами, которые штурмовали все ворота города. Кузнечане совершили три контратаки. Не дождавшись подхода дополнительных сил, кочевники отошли. Пограничный малонаселённый и бедный Кузнецкий уезд понёс катастрофические людские и материальные потери. Царь Пётр лично распорядился прислать сюда вооружение, в том числе дефицитные после поражения под Нарвой артиллерийские орудия среднего калибра. По его инициативе были организованы военные наступательные походы томичей, кузнечан и красноярцев на кыргызов в 1701—1704 гг. В 1707 г. кузнечане участвуют в сооружении Абаканского острога.
В 1708 году город Кузнецкой был включён в состав учреждённой Сибирской губернии.
В 1709 г. они соорудили первый Бикатунский острог, который годом позже был уничтожен джунгарами. В 1709—1710 гг. Кузнецк снова подвергается атакам многочисленной джунгарской армии, которой не удалось переправится через Томь у села Ильинского. В 1714 −1715 гг. возникла реальная опасность уничтожения Кузнецка от рук многотысячного войска джунгарского тайши Церен-Дондука. Однако тот увёл свои войска на Иртыш, где на Ямышевском озере в период зимней осады 1715—1716 гг. происходит уничтожение трёхтысячного экспедиционного корпуса подполковника И. Бухольца, посланного Петром I в Туркестан на поиски золота. В 1717 г. на горе над Кузнецком появляется первая за Уралом деревоземляная «цитадель» бастионного типа, где с 1734 г. размещается регулярный гарнизон — 8-я рота Якутского гарнизонного пехотного полка. В 1768—1771 гг. в городе Кузнецке находится штаб-квартира Олонецкого драгунского полка, на базе которого формируется 13-я лёгкая полевая команда. В 1773 г. команда уходит из Кузнецка, чтобы принять участие в разгроме пугачёвских повстанцев. В дальнейшем в Кузнецке квартируют мелкие гарнизонные части. В Казачьей слободе на Форштате в первой половине XIX в. проживали казаки одного из линейных полков, вскоре расформированного. С тех пор в Кузнецке никаких военных сил, кроме запасной военной команды, не размещалось.
Джунгары отвели от границ русских уездов, в том числе Кузнецкого, енисейских кыргызов (1703—1704 гг.) и телеутов (1718—1719 гг.), хотя и не отказались от своих претензий до конца существования Джунгарского ханства в 1755—1757 гг. Кузнецкие служилые люди построили Бердский, Бийский и Белоярский остроги на Оби в 1716—1718 гг. С 1734 г. сотня кузнецких казаков охраняет Колывано-Воскресенский завод и рудники. В 1738 г. между опорными пунктами на Оби появляются регулярные конные разъезды, что свидетельствует о появлении элементов линейной пограничной охраны. В 1745—1747 гг. возникает Колыванская линия, меняет свойства Кузнецкая линия. Город Кузнецк остаётся в глубоком тылу. После 1750 г. его деревянные укрепления больше не ремонтируются. Во второй половине столетия они физически приходят в негодность не могут выполнять оборонительные функции, о которых давно забыло командование Сибирского корпуса. В конце XVIII в. командующий Сибирской 24-й дивизией генерал-лейтенант Г. Г. Штрандман назначил Кузнецк центральным опорным пунктом проектируемой новой линии, предназначенной для охраны границы от китайцев, но сооружении линии не состоялось. Тем не менее, в начале XIX в. на месте прежней деревоземляной «цитадели» бастионного на горе над городом появляется Кузнецкая крепость с двумя полубастионами и въездной кирпичной «Подзорной» башней. Начертание крепости напоминает капонирную фортификационную схему, ставшую популярной в то время. Стратегически решение военных властей о сооружении такой мощной крепости (единственной в своём роде за Уралом) не учитывает условия внешней среды, куда относятся: природные условия, военный потенциал Китая, острота военно-политических разногласий, уровень угрозы и риска военного нападения соседей. После её ввода в строй в 1820-х гг. она просуществовала на балансе Военного Министерства всего два десятилетия и в 1846 г. была списана с баланса, временно передана на баланс горному ведомству, которое вскоре тоже отказалось её содержать. Тогда же (если не ранее) началось разрушение крепости местными жителями, которые брали здесь дикий камень и кирпич для своих нужд. В дальнейшем до революции одна из солдатских казарм внутри крепости использовалась как тюрьма, а Подзорную башню переделали в церковь св. Ильи Пророка. В 1919 г. здание тюрьмы сгорело и с тех пор на территории крепости царило запустение. Несколько раз в период Советской власти крепость пытались бессистемно восстановить. В 1991 г. был создан ИАМ «Кузнецкая крепость». В 1992—1993 гг. произведены археологические раскопки здания бывшей казармы и тюрьмы. В 1998 г. произведено сооружение новоделов — двух бастионов, заметно превышающих по высоте прежние сооружения и здания казармы/тюрьмы, где разместилась экспозиция музея. Текст на памятных досках, размещённых на воротах восстановленной Подзорной башни и на стене возведённого заново обер-офицерского дома свидетельствует — инициатива реконструкции принадлежит губернатору Кемеровской области А. Тулееву и бывшему мэру города Новокузнецка С. Мартину.

### Население Кузнецка
Несколько лет после основания острога его население составляли исключительно томские служилые люди — годовальщики в количестве 50 человек. Вскоре начинается формирование собственного гарнизона и гражданского населения. В 1628 г. здесь насчитывается 100 человек кузнецких служилых людей. Поэтому регулярные командировки из Томска «на год с переменою» прекратились. В середине 1620-х гг. государство селит здесь первые полтора десятка пашенных крестьян, которые возделывают «государеву десятинную пашню», за счёт чего появилась возможность частичного самообеспечения гарнизона продовольствием. В дальнейшем численность гражданского населения растёт очень медленно. В 1725 г. Кузнецк единственный город Сибири, где штатная численность городовых казаков увеличена в несколько раз по сравнению с началом века. Правда, в 1737 г. треть казаков были зачислены в состав Новоучрежденного драгунского гарнизонного полка и пехотного батальона, а в 1746—1748 гг. все казаки командированы на пограничные линии — в основном на Колыванскую и Кузнецкую линии на основании «согласной» сметы сибирских гражданских, военных и горных властей. В самом Кузнецке по смете в распоряжении местного воеводы осталось 88 человек. Вывод городовых казаков из Кузнецка — одно из видимых условий демографической катастрофы и экономической стагнации в Кузнецке во второй половине XVIII—XIX вв. Другими ограничениями на пути социально-экономического развития Кузнецка после исчезновения военной опасности стали: географическое положения на правом берегу реки Томи, отрезанного от постоянной связи с остальной частью Сибири и от транзитных путей сообщения, отсутствие рыночного спроса на капитал, товары и услуги в достаточном объёме для извлечения прибыли и инвестиций в сохранение и расширение объёма производства, преобладание натуральных хозяйств, почти не независимых от внешнего рынка, отсутствие инвестиционного капитала, менталитет населения, незаинтересованного в расширении производственных возможностей.

## XIX век
С достижением полуторатысячной численности Кузнецк перешёл из разряда малых городов в средние, благодаря чему в 1834 году получил свой первый утверждённый императором градостроительный план. Этот план не предполагал наличие главной площади. В 1846 году Николаем I был подписан новый план Кузнецка, в центре которого главная площадь уже была. В нём сложилась небольшая группа гильдейского купечества — второй и третьей гильдий, которая оказывала влияние не только на торгово-предпринимательскую, но и на общественно-культурную жизнь.
Благодаря купеческим капиталам в городе в конце XVIII века стали появляться первые каменные здания. Так стараниями, прежде всего, купца И. Д. Муратова в 1780 году построена Одигитриевская церковь, позже вошедшая практически в мировую историю тем, что в ней венчался первым браком Ф. М. Достоевский. В настоящее время на этом месте находится следственный изолятор. Чуть позже возле церкви вырос каменный дом самого купца, долгие годы бывшего старостой и самым активным прихожанином этой церкви. Усилиями другого купца — И. С. Конюхова, занимавшего к тому же различные общественные должности, — город получил первую писаную историю «Памятную историческую записку», составленную по случаю 250-летнего юбилея города в 1867 году. Общественным деятелем и меценатом был купец второй гильдии С. Е. Попов, владевший в Горной Шории золотыми приисками. Он бесплатно исполнял должность городского головы, жертвовал на городскую больницу, Успенскую кладбищенскую церковь, уездное и построил два приходских училища.
Как и во всех уездных городах в Кузнецке учреждаются народные училища. К концу XIX века их было 4, что совсем не мало для города с населением в три тысячи человек. Преподаватели училищ составили немногочисленный круг городской интеллигенции. Двое из его выпускников — братья Булгаковы, Вениамин и Валентин, дети смотрителя уездного училища Ф. Булгакова — оставили заметный след в истории. Валентин Булгаков был последним секретарём Л. Н. Толстого, а Вениамин написал воспоминания о родном городе, тем самым сохранив для потомков образ дореволюционного Кузнецка.
Население по переписи 1897 года составляло 3117 человек. В городе имелись пригороды Солдатская слобода с 628 жителями, и предместье Форштадское с 210 жителями.
Интересно, что деньги на первую городскую аптеку были пропиты городским самоуправлением.

## XX век

### Дореволюционный период
В начале XX века Кузнецк по-прежнему оставался захолустным уездным городом. Строительство Транссиба мало затронуло удалённый от него Кузнецк и Кузнецкий уезд. Удалённость Кузнецка от основных путей сообщения и отсутствие крупной промышленности фабрично-заводского типа привело к тому, что большая часть горожан всё ещё было связана с сельским хозяйством. Сельское хозяйство носило полунатуральный характер. Мелкая промышленность и ремесленно-промысловая деятельность превалировала над торговлей и казённой службой. Насчитывалось примерно 30 ремесленно-промысловых производств, основанных на переработке местного сырья и обслуживавших непосредственные потребности населения: деревообработка, металлообработка, строительное дело, кожевенно-овчинное, гончарно-кирпичное. канатно-веревочное. мыловаренное, портняжное. К 1917 г. в городе имелось 36 заведений с 60 рабочими. Также горожане были заняты в отхожих промыслах (извоз, приисковые работы, рыболовство, хмелевание, лесной промысел). Наиболее крупными предприятиями были ликёроводочный завод, мыловаренная мастерская, пивоваренный завод, паровая мельница.
Более заметную роль в жизни города играла торговля. Базарная площадь со стационарными магазинами и многочисленными лавками являлась деловым центром города, а с 1891 г. на ней организуются ежегодные ярмарки. Самую многочисленную группу горожан, занятых так или иначе в торговле, составляли оптовики и лица, торгующие изделиями своего труда. Местное купечество составляло всего 2,5 % общей численности населения. Население Кузнецка несло многочисленные земские повинности — дорожную (содержание в исправности мостов и дорог), подводную (содержание лошадей на почтовых станциях для перевозки служащих, войск), квартирную (содержание «земских квартир»), этапную (содержание помещений для этапируемых заключённых и ссыльных).
Город Кузнецк в начале XX в. представлял собой большую деревню. Во всём городе из примерно 560 домов было 13 каменных строений, в том числе 4 церкви. Население города составляло 4082 человека, из них мещане — самая многочисленная часть горожан (3291), 135 купцов, 139 крестьян, 95 инородцев, 42 дворянина. Две трети населения г. Кузнецка были неграмотны. В городе было 5 начальных школ: 3-классное уездное училище, 2-классные мужское и женское приходские училища, соборная церковно-приходская школа и воскресная школа. В этих учебных занятиях насчитывалось до 400 учащихся.
В 1906 г. в городе был построен Народный Дом им. С. А. Пушкина, занимавшийся культурно-просветительской деятельностью. При нём находилась публичная библиотека, работали кружки изобразительного искусства, драматический, хор, выступал духовой оркестр местной воинской команды. Городской больницы в городе не было. В 1901 г. был создан врачебный округ и открыта первая сельская лечебница в деревянном доме, рассчитанная на 10 коек. Эта больница обслуживала г. Кузнецк и ещё 7 волостей уезда. В 1903 году произошло сильное землетрясение.
Революционные события 1905—1907 гг. обошли Кузнецк стороной. Отголоском этих событий можно считать пребывание в г. Кузнецке летом 1906 г. приехавшего из г. Омска к родителям В. В. Куйбышева, незадолго до этого исключённого из Петербургской медицинской академии за революционную деятельность. Но ни в какой революционной агитации студент здесь не был замечен. Ещё одно революционное имя связано с городом. После 20-летней каторги вышел на поселение и в 1909 г. прибыл в г. Кузнецк В. П. Обнорский, один из организаторов революционной организации «Северный союз русских рабочих». Его имя носит одна из улиц Новокузнецка.
Начало Первой мировой войны в городе отмечено, наряду с патриотическими настроениями, выступлением 6000 запасных чинов со всего уезда, получивших отказ от местных властей выдать положенное им пособие. Были избиты чиновники, полицейские, разгромлены винный склад и магазины.

### Довоенный советский период

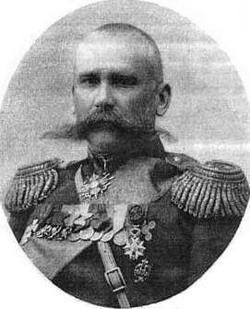
Генерал-лейтенант Павел Николаевич Путилов, зверски убитый в Новокузнецке красными партизанами.

Февральские события 1917 г. изменили и жизнь кузнечан: проходили многочисленные митинги и собрания, прошли выборы в Земскую управу и уездное Народное собрание, вышла первая кузнецкая газета.
В марте 1918 г. собравшийся в Народном Доме Кузнецка уездный съезд Советов объявил о роспуске земств и переходе власти к уездному Совету. Советская власть в городе продержалась всего около трёх месяцев и была свергнута. В Старокузнецком районе г. Новокузнецка в «Сквере борцов революции» есть памятник и братская могила депутатов первого Кузнецкого уездного Совета (Совдепа).
Свержение Советской власти сопровождалось восстановлением Городской Думы, Земской Управы, разрешением свободы торговли и т. п.
Большая часть населения с одобрением отнеслась к восстановлению старых порядков в надежде на лучшую жизнь. Однако колчаковский режим не принёс ожидаемых результатов, росло недовольство постоянными реквизициями, мобилизацией в белогвардейские части.
Всё это привело к возникновению партизанского движения в кузнецком крае, как и по всей Сибири.
2 декабря 1919 г. в результате восстания солдат Кузнецкого гарнизона город был занят красными. Был образован ревком под председательством Афанасия Иванова. Опасаясь, что у ревкома не хватит сил для удержания города, ревком обратился за помощью к партизанам. 12 декабря в город вошёл объединённый двухтысячный отряд алтайских партизан Г. Ф. Рогова и И. П. Новосёлова. Он разоружил вооружённые отряды ревкома и в течение трёх дней бесчинствовал на улицах города, подвергнув бессудным казням и расправам немало гражданских лиц. Смертные приговоры были вынесены всем, кто служил в органах власти в 1918—1919 гг., колчаковским офицерам, попутно были зарублены милиционеры, торговцы, кулаки, перебито местное духовенство, Роговцы насиловали и убивали женщин. Одновременно отряд проводил основательную «реквизицию» и «экспроприацию». Роговцы подожгли тюрьму, Спасо-Преображенский собор и Одигитриевскую церковь.
Оценка Рогова и роговщины неоднозначна. Одни историки оценивают действия партизанского отряда Рогова как проявление махновщины в сибирском варианте, другие — как анархо-кулацкое выступление, третьи — как отряд красных партизан, осуществлявших «красный террор», четвёртые - как[прояснить] сознательных защитников Советской власти.
В 1924 г. на территории современной Кемеровской области в составе Томской губернии было создано 18 районов, в том числе Кузнецкий. Вместо Кузнецкого и Щегловского уездов был создан объединённый Кузнецкий округ с центром в Щегловске.
В годы НЭПа в Кузнецке развивалась и росла местная кустарная промышленность, в структуре которой мало что изменилось по сравнению с дореволюционной. Но черты НЭПа проявились в создании производственных артелей, наряду с частной развивается кооперативная собственность, пивзавод был сдан в аренду. В культурной сфере идёт работа по ликвидации неграмотности, открыт первый городской краеведческий музей, создаются любительские художественные коллективы, например, самодеятельный симфонический оркестр.
На тот момент в городе имелись слесарня, 4 кузницы,2 ремонтных мастерских, деревообрабатывающая мастерская, пекарня, пивоварня, 2 канатных мастерских, 4 ателье, 10 сапожных мастерских, мастерская валенок, парикмахерская, типография, электростанция. В них работало 44 человека.
Население Кузнецка — 4548 человек, Горбуново — 328, Мокроусово — 391, СадГорода — 344, Бызова — 248, СрТелеутов — 322, Христорождественского — 448, Черноусова — 578, Фесок — 673, ст. Кузнецк — 211
В 1926 году томские геологи под руководством профессора М. А. Усова начали обследование сырьевой и угольной базы металлургического завода в Кузбассе, строительство которого было задумано ещё в 1916 г. руководством Копикуза. Для проектирования и строительства завода был приглашён выдающийся металлург М. К. Курако. В 1919 г. Курако прибыл в Кузбасс, подготовил проект создания металлургического завода, но в 1920 г. умер от тифа в Кузнецке.
Правительственная комиссия летом 1926 г. приняла решение о строительстве завода на Горбуновской площадке около г. Кузнецка. В 1929 г. здесь под руководством академика И. П. Бардина было начато строительство КМК. Образованы рабочие посёлки Нижняя и Верхняя колонии, Садгород, Соцгород, Островская площадка.
По переписи 1926 в Садгороде проживало 2657 человек, в январе 1928 — 5 тыс. чел, в январе 1929 — 8000, в январе 1930 — 28000 человек.
Население Садгорода в 1930 составляло 2651 человек.
В 1930 году проведены выборы в Садгородский поселковый совет.
10 мая 1931 посёлки были объединены в Ново-Кузнецк.
2 марта 1932 года происходит объединение Кузнецка и Новокузнецка в один город – Новокузнецк, а 5 мая город был переименован в Сталинск. В этом же году в городе открывается первая общественная баня.
17 февраля 1937 года, постановлением Горсовета, определяюются границы Сталинска, а также вводится понятие «районы», на тот момент Привокзальный (Садгородским), Куйбышевский, Старо-Кузнецкий (куда вошла Островская площадка) и Центральный (куда вошли Верхняя и Нижняя колонии, Соцгород, Болотная, Левый берег и Водная).
В 1939 году была проведена перепись населения
- Садгород 90103
- Старо-Кузнецкий район 27395
- Привокзальный 30280
- Куйбышевский 21615

19 мая 1941 года, Указ Президиума Верховного Совета РСФСР, постановил образовать Молотовский и Орджоникидзевский районы, а Привокзальный район присоединить к Куйбешевскому.
26 января 1943 года Новокузнецк в числе других городов и районов вошёл в состав выделенного из Новосибирской области нового региона с административным центром в Кемерове.

### Послевоенный период (1945—1990)
После окончания Отечественной войны 1941—1945 гг. промышленность Сталинска переходит на производство мирной продукции, где важную роль сыграл Кузнецкий металлургический комбинат. Несмотря на то, что во время войны комбинат работал с удвоенной мощностью, чем значительно сократился срок службы многих его агрегатов, он по-прежнему оставался одним из первых в стране. Каждая восьмая тонна металла производилась на КМК, производительность труда увеличивается на 63 %.
В 1945 году принимается программа коммунального и жилищного строительства в Сталинске. По этой программе предполагалось строительство жилых каменных домов общей площадью 60 тыс. м2, 4 детских садов, яслей, школ, больниц, двух бань, прачечной, новой линии водопровода и канализации. Несмотря на то, что в реальности была построена только пятая часть всего массива, современный вид получили проспекты Металлургов, Курако, улицы Кутузова и Суворова, микрорайоны старого Кузнецка, было построено жильё в шахтёрских посёлках Абашево и Байдаевка.
В 1950 году был утверждён новый Генеральный план развития города. Он предусматривал застройку части Центрального района — площадку Городской больницы № 1, Дом Быта, гостинцы «Новокузнецкая», комплекса зданий СибГИУ, жилого массива проспектов Бардина-Октябрьского, начинается строительство защитной дамбы на левом берегу р. Томи. В это время строятся здание Драматического Театра, создаётся театральная площадь, продолжается строительство пр. Металлургов (Молотова) после перекрёстка Металлургов-Покрышкина, благоустраивается площадь у р. Абы (к-р «Октябрь», строится самый большой в Кузбассе 6-этажный 280-квартирный дом), идёт застройка Кузнецкого и Куйбышевского районов. В 1960 г. посёлки абашевских и байдаевских шахт выделились в отдельный район города — Орджоникидзевский.
В 1961 году городу возвращают имя Новокузнецк.
В 1962 году в Новокузнецке началось телевещание.
С конца 1950-х годов на Антоновской площадке начинается строительство Западно-Сибирского Металлургического Завода (с 1983 — Комбината — ЗСМК). Первоначально его строительство было запроектировано ещё на 1934 г., но реальное возведение завода началось в мае 1957 г. Из Антоновкой площадки вырос новый район Новокузнецка — Заводской. 27 июня 1964 г. был получен первый чугун, 9 ноября 1968 г. — первая конверторная сталь, а 27 июня 1970 г. Государственная комиссия подписала акт о приёмке непрерывно-заготовочного стана. Продукция ЗСМК экспортировалась во многие страны мира, на важнейшие стройки страны. Так, стомиллионная тонна кузнецкого стального проката (13 октября 1957 г.) была отправлена на строительство Байкало-Амурской Магистрали.
Одновременно с КМК и ЗапСибом городе работали также алюминиевый и ферросплавный заводы, эвакуированные в город в годы отечественной войны. С 1963 г. начинает производство химико-фармацевтической продукции завод с современным названием «Органика». Производимые им лекарственные средства обеспечивали потребность почти всех республик Советского Союза и экспортировались за рубеж.
В 1970 году был утверждён герб Новокузнецка (автор — архитектор А.Выпов). На белом поле щита, олицетворяющем сибирскую природу, помещено стилизованное изображение разреза доменной печи красного цвета и чёрный квадрат, символизирующий две отрасли промышленного города: металлургическую и угольную. От чёрного квадрата отходят лучи, отображающие энергию солнца, заключённого в угле. В верхней части щита помещается условное изображение стен Кузнецкой Крепости, как дань уважения к историческому прошлому края, символ преемственности.
1 февраля 1971 года Новокузнецк награждается орденом Трудового Красного Знамени, а КМК — орденом Октябрьской революции. Так были признаны заслуги города и горожан в Отечественную войну. В 1971 г. ЗСМК за трудовые заслуги получил орден Ленина.
В 1979 году, по проекту новокузнецких архитекторов, утверждается третий Генеральный план развития города, действовавший до начала XXI века. По нему приоритет получает улица Кирова, активно развивается Ильинский район. В 1960-х — 1980-х гг. возводятся здания ледовый стадион КМК, бассейны, Цирк, Бульвар Героев, новая часть улицы Кирова, новые школы и детские сады. В 1976 г. начинается реструктуризация хоккейного стадиона, по окончании которой в 1984 г. город получил крупнейший в Западной Сибири ледовый дворец спорта вместимостью 8040 мест.
Именно в период, в 1970-х — 1979-х город приобретает современный облик. В 1986 году установлен городской праздник «День города» — 3 июля (отмечается обычно в первые июльские выходные).
С 1986 году в стране начинается Перестройка, включавшая в себя не только переход на новое мышление, но также экономические и социальные реформы. Неудача экономической реформы 1987 г. приводит к началу шахтёрской забастовки в Кемеровской области. Несмотря на то, что Новокузнецк — больше город металлургов, чем шахт, тем не менее, в 1989 году Новокузнецк стал одним из центров забастовки шахтёров.

## Современная история
После развала СССР в 1991 году, город стал приходить в упадок, вызванный, помимо общего спада экономики России, некомпетентным и коррумпированным управлением местными промышленными предприятиями. Основные промышленные предприятия города находились под арбитражным и конкурсным управлением.
Кризис 1998 года и связанное с ним снижение курса рубля вновь сделали добычу угля и чёрную металлургию доходными.
В связи с этим, в 1998—2000 гг. промышленные предприятия города сделались предметом борьбы между финансово-промышленными группами МИКом (контролировал НКАЗ и КМК в 1997—1999 гг.), Евразхолдинг (ЗСМК с 1998, КМК с 1999), Альфа-групп (ЗСМК в 1997—1999 гг.) и Русал (НКАЗ с 1999), завершившейся переход предприятий КМК и ЗСМК к Евразхолдингу, при поддержке Администрации.
Экономический рост 2000-х годов привёл к активному жилищному и деловому строительству в городе.
В 2011 году НКМК был присоединён к ЗСМК. Были ликвидированы большинство цехов НКМК.
В настоящее время в городе 6 районов:
- Кузнецкий — старейший (с 1618);
- Центральный — застройка центра с 1929 (имелись сёла с XIX века);
- Куйбышевский — Привокзальный район с 1914, Куйбышево с 1931, Точилино — район частной застройки с 1941 (имелись сёла с XVIII века);
- Орджоникидзевский — район шахт с 1941;
- Заводской — район ЗСМК с 1933 (имелись сёла с XIX века);
- Новоильинский — массовое жилищное строительство с 1978, официальный статус района присвоен в 1999[27].

Главы города
- Евгений Блинов (1990—1995)[28],
- Геннадий Мирошников (1995 — 17 апреля 1997 года),
- Сергей Мартин (18 апреля 1997 года — 6 апреля 2010 года)[29],
- Валерий Смолего (10 октября 2010 года[* 1] — 28 мая 2013 года[* 2]),
- Павел Матвиенко — исполняющий обязанности Главы города (29 мая 2013 года[33] — 4 июня 2013 года),
- Сергей Кузнецов — исполняющий обязанности Главы города (4 июня 2013 года[* 3] — 5 августа 2013 года),
- Евгений Манузин — исполняющий обязанности Главы города (6 августа 2013 года — 8 сентября 2013 года)[35],
- Сергей Кузнецов — с 9 сентября 2013 года[36].

## Комментарии
1. ↑  10 октября 2010 года состоялись досрочные выборы главы города в связи с уходом предыдущего главы города — Сергея Мартина. На выборах победил кандидат от партии «Единая Россия» и. о. главы города Валерий Смолего[30].
2. ↑  28 мая 2013 года отстранён от должности Валерий Смолего.

А. Г. Тулеев подчеркнул, что Глава города Новокузнецка проявляет нерешительность, работа местной администрации не систематизирована, в команде администрации города нет никакой дисциплины, отсутствует жёсткий контроль за выполнением поручений губернатора и главы территории. По каждому вопросу губернатору приходится направлять в Новокузнецк своих заместителей. Губернатор считает, что в связи с систематическими неисполнениями его указаний дальнейшее пребывание В. Г. Смолего на посту главы может привести к критической ситуации в городе.— Администрация Кемеровской области[31]. Временным куратором от Администрации Кемеровской области назначен Сергей Кузнецов (заместитель губернатора по промышленности, транспорту и предпринимательству)[31][32].
3. ↑  4 июня 2013 года стало известно о назначении на должность исполняющего обязанности Главы города заместителя губернатора по промышленности, транспорту и предпринимательству Сергея Кузнецова[34].